# Holopogon albipilosus
Holopogon albipilosus är en tvåvingeart som beskrevs av Charles Howard Curran 1923. Holopogon albipilosus ingår i släktet Holopogon och familjen rovflugor. Inga underarter finns listade i Catalogue of Life.